# Harroweria
Harroweria is een geslacht van rechtvleugeligen uit de familie sabelsprinkhanen (Tettigoniidae). De wetenschappelijke naam van dit geslacht is voor het eerst geldig gepubliceerd in 1927 door Hebard.

## Soorten
Het geslacht Harroweria  is monotypisch en omvat slechts de volgende soort:
- Harroweria gloriosa (Hebard, 1927)